# شارليس شاد
شارليس شاد (بالبرتغالية: Charles Souza Chad‏) (31 ديسمبر 1981 بريو دي جانيرو في البرازيل - ) هو لاعب كرة قدم برازيلي في مركز الهجوم. لعب مع مينيروس دو غويانا ونادي بورتو ونادي تيانجين تيدا ونادي سيارا وديسبورتيفو تروفينسي ونادي ماكاي وDuque de Caxias Futebol Clube ‏ وCampinense Clube ‏ ونادي كاشياس دو سول وPerak F.C. ‏ ونادي فريبورغنزيه الرياضي وAssociação Desportiva Cabofriense ‏ وA.D. Machico ‏ وفيلانوفنسي ‏ وAragua F.C. ‏ ونادي بانغو أتلتيكو وPolis Diraja Malaysia FC ‏.

## روابط خارجية
- شارليس شاد على موقع قاعدة بيانات كرة القدم.إي يو (الإنجليزية)
- شارليس شاد على موقع Soccerway.com (الإنجليزية)